# Nano cap
Dans le domaine de la bourse, du marché des valeurs mobilières, une nano cap (« nano capitalisation ») est une entreprise à extrêmement petite capitalisation.

## Définition
On calcule la capitalisation boursière d'une entreprise en multipliant le prix de l'action par le nombre en circulation.

Ainsi les entreprises qui ont une capitalisation boursière extrêmement petite, inférieur à 50 millions de dollars, sont appelées « nano caps ». 
Les capitalisations boursières les plus grosses sont appelées « big caps » et celle qui ont une capitalisation boursière moyenne sont appelées « mid caps ». Il existe également les « small caps » et les « micro caps ».
Les « nano caps » sont des très petites entreprises récentes et en développement.